# 김두성
김두성(金斗星, 1947년 2월 5일 ~ , 서울)은 대한민국의 공무원이다. 본관은 선산.

## 학력
- 서울대학교 사범대학 부설고등학교 졸업
- 성균관대학교 행정학 학사
- 서울대학교 행정대학원 행정학 석사
- 아이오와주립대학교 대학원 석사

## 경력
- 1974년 : 제16회 행정고시 합격
- 1993년 ~ 1993년 : 춘천지방병무청장
- 1995년 ~ 1996년 : 수원지방병무청장
- 1998년 ~ 1998년 : 병무청 징모국장
- 1998년 ~ 1999년 : 서울지방병무청장
- 1999년 ~ 2000년 : 병무청 차장
- 2003년 3월 ~ 2005년 1월 : 병무청장

## 수상
- 2006년 : 설중매디지털신인문학상 수필부문 신인상

| 전임 박선기 | 제18대 병무청 차장 1999년 9월 10일 ~ 2000년 11월 4일 | 후임 황수대 |

| 전임 강신육 | 제17대 병무청장 2003년 3월 5일 ~ 2005년 1월 20일 | 후임 윤규혁 |